# Heròdot de Tars
Heròdot (en llatí Herodotus, en grec antic  Ἡρόδοτος) era un metge grec, fill d'Arieu, nascut a Tars (o a Filadèlfia). Va pertànyer segurament a l'escola empírica, una famosa escola de medicina. Va ser deixeble de Menòdot de Nicomèdia i mestre de Sext Empíric, i va viure a la primera meitat del segle ii. L'anomena Diògenes Laerci i també apareix al Suides.